# Dicaelotus attenuatus
Dicaelotus attenuatus là một loài tò vò trong họ Ichneumonidae.